# Dioscorea pallidinervia
Dioscorea pallidinervia är en enhjärtbladig växtart som beskrevs av Reinhard Gustav Paul Knuth. Dioscorea pallidinervia ingår i släktet Dioscorea och familjen Dioscoreaceae. Inga underarter finns listade i Catalogue of Life.